# Campeonato da NACAC de Atletismo Sub-25 de 2002
A 2ª edição do Campeonato da NACAC de Atletismo Sub-25 foi um campeonato de atletismo organizado pela NACAC no Estádio E.M. Stevens, na cidade de San Antonio, no Texas, Estados Unidos. Essa foi a última edição na categoria Sub-25, sendo alterada próxima edição para Sub-23. Um total de 45 eventos foi disputado, contando com a presença de 245 atletas de 24 nacionalidades. 

## Medalhistas
Resultados completos foram publicados. 

### Masculino
| Evento                      | Ouro                                                                             | Ouro     | Prata                                                                           | Prata    | Bronze                                                                     | Bronze   |
| --------------------------- | -------------------------------------------------------------------------------- | -------- | ------------------------------------------------------------------------------- | -------- | -------------------------------------------------------------------------- | -------- |
| 100 metros                  | Jason Smoots (USA)                                                               | 10.22    | Tom Green (USA)                                                                 | 10.45    | Rhoan Sterling (CAN)                                                       | 10.47    |
| 200 metros                  | Dominic Demeritte (BAH)                                                          | 20.60    | Ryan Olkowski (USA)                                                             | 20.91    | Ainsley Waugh (JAM)                                                        | 21.04    |
| 400 metros                  | Chris Brown (BAH)                                                                | 45.50    | Godfrey Herring (USA)                                                           | 45.65    | William Kenyon (USA)                                                       | 45.76    |
| 800 metros                  | Achraf Tadili (CAN)                                                              | 1:48.19  | Luis Soto (PUR)                                                                 | 1:48.41  | Elliott Blount (USA)                                                       | 1:48.55  |
| 1 500 metros                | Ryan McKenzie (CAN)                                                              | 3:51.31  | Dan Wilson (USA)                                                                | 3:51.64  | Heleodoro Navarro (MEX)                                                    | 3:52.10  |
| 5 000 metros                | Reid Coolsaet (CAN)                                                              | 14:44.46 | Jonathan Morales (MEX)                                                          | 14:45.16 | Karl Savage (USA)                                                          | 14:48.35 |
| 10 000 metros               | Jonathan Morales (MEX)                                                           | 30:16.26 | Brian Sell (USA)                                                                | 30:16.29 | James Carney (USA)                                                         | 30:48.28 |
| Meia maratona               | Michael Wisniewski (USA)                                                         | 1:10:05  |                                                                                 |          |                                                                            |          |
| 20 km marcha atlética       | Cristián David Berdeja (MEX)                                                     | 1:32:20  | Steve Quirke (USA)                                                              | 1:44:20  |                                                                            |          |
| 110 metros barreiras        | Terrence Trammell (USA)                                                          | 13.45    | Ron Bramlett (USA)                                                              | 13.53    | Jared MacLeod (CAN)                                                        | 13.80    |
| 400 metros barreiras        | James Carter (USA)                                                               | 48.95    | Fred Sharpe (USA)                                                               | 49.73    | Dean Griffiths (JAM)                                                       | 50.06    |
| 3.000 metros com obstáculos | Jordan Desilets (USA)                                                            | 8:52.10  | Ian Collings (CAN)                                                              | 8:59.73  | Luke Watson (USA)                                                          | 9:19.39  |
| 4×100 metros estafetas      | Estados Unidos · Tom Green · Jason Smoots · Tyson Gay · Derrick Johnson          | 39.79    | Bahamas · Osbourne Moxey · Jamial Rolle · Christopher Brown · Dominic Demeritte | 39.81    | Jamaica · Lerone Clarke · Ainsley Waugh · Winston Smith · Richard James    | 39.86    |
| 4×400 metros estafetas      | Estados Unidos · James Carter · William Kenyon · Godfrey Herring · Brandon Couts | 3:01.15  | Jamaica · Dean Griffiths · Richard James · Aldwyn Sappleton · Lanceford Spence  | 3:05.19  | Bahamas · Ednal Rolle · Alexius Roberts · Dwayne Lynes · Christopher Brown | 3:07.47  |
| Salto em altura             | Romel Lightbourne (BAH)                                                          | 2.18m    | Terrance Woods (USA)                                                            | 2.18m    | Jaswinder Gill (CAN) · Mike Kizinkewich (CAN)                              | 2.15m    |
| Salto com vara              | Jeremy Scott (USA)                                                               | 5.55m    | Brad Walker (USA)                                                               | 5.30m    | Ricardo Pallares (MEX)                                                     | 5.00m    |
| Salto em comprimento        | Osbourne Moxey (BAH)                                                             | 8.19m    | William Montgomery (USA)                                                        | 7.90m    | LeJuan Simon (USA)                                                         | 7.78m    |
| Salto triplo                | Leevan Sands (BAH)                                                               | 16.72m   | Greg Yeldell (USA)                                                              | 16.61m   | Quincy Howe (TRI)                                                          | 15.72m   |
| Arremesso de peso           | Jon Kalnas (USA)                                                                 | 18.70m   | Chris Adams (USA)                                                               | 17.70m   | Dave Stoute (TRI)                                                          | 17.66m   |
| Lançamento de disco         | Jason Young (USA)                                                                | 55.74m   | Jon O'Neil (USA)                                                                | 53.26m   | Edwin Guilloty (PUR)                                                       | 48.74m   |
| Lançamento do martelo       | Jake Freeman (USA)                                                               | 66.49m   | Carey Ryan (USA)                                                                | 61.58m   | Mike Sagert (CAN)                                                          | 48.73m   |
| Lançamento do dardo         | Chris Clever (USA)                                                               | 68.53m   | Justin St. Clair (USA)                                                          | 67.31m   | Keron Francis (GRN)                                                        | 63.22m   |
| Decatlo                     | David Lemen (USA)                                                                | 7239 pts | Josef Karas (CAN)                                                               | 6927 pts | Clifford Caines (CAN)                                                      | 6833 pts |

### Feminino
| Evento                      | Ouro                                                                                     | Ouro     | Prata                                                                                          | Prata    | Bronze                         | Bronze   |
| --------------------------- | ---------------------------------------------------------------------------------------- | -------- | ---------------------------------------------------------------------------------------------- | -------- | ------------------------------ | -------- |
| 100 metros                  | Amandi Rhett (USA)                                                                       | 11.62    | Melocia Clarke (JAM)                                                                           | 11.66    | Tamica Clarke (BAH)            | 11.67    |
| 200 metros                  | Shellene Williams (JAM)                                                                  | 23.78    | Winsome Howell (JAM)                                                                           | 24.17    | Martine Cloutier-LeBlanc (CAN) | 24.34    |
| 400 metros                  | Allison Beckford (JAM)                                                                   | 51.21    | Christine Amertil (BAH)                                                                        | 52.80    | Tia Trent (USA)                | 53.08    |
| 800 metros                  | Chantee Earl (USA)                                                                       | 2:03.17  | Sasha Spencer (USA)                                                                            | 2:04.47  | Tamika Williams (BER)          | 2:05.52  |
| 1 500 metros                | Bethany Brewster (USA)                                                                   | 4:28.16  | Maurica Carlucci (USA)                                                                         | 4:31.26  | Heather Lee (CAN)              | 4:37.62  |
| 5 000 metros                | Ann Marie Brooks (USA)                                                                   | 16:57.02 | Gisel Bautista (MEX)                                                                           | 17:19.27 |                                |          |
| Meia maratona               | Madai Pérez (MEX)                                                                        | 1:16:15  | Alison Holinka (USA)                                                                           | 1:22:02  | Beth Fonner (USA)              | 1:27:02  |
| 20 km marcha atlética       | Marina Crivello (CAN)                                                                    | 1:52:50  |                                                                                                |          |                                |          |
| 100 metros barreiras        | Toni Ann D'Oyley (JAM)                                                                   | 12.92    | Danielle Carruthers (USA)                                                                      | 13.00    | Chitua Ohaeri (USA)            | 13.52    |
| 400 metros barreiras        | Megan Addy (USA)                                                                         | 57.22    | Brenda Taylor (USA)                                                                            | 57.65    | Yasmin Rodríguez (DOM)         | 61.78    |
| 3.000 metros com obstáculos | Mollie DeFrancesco (USA)                                                                 | 10:53.47 | Kristen Brennard (CAN)                                                                         | 11:05.47 |                                |          |
| 4×100 metros estafetas      | Estados Unidos · Brianna Glenn · Danielle Carruthers · Nakeya Crutchfield · Amandi Rhett | 44.10    | Jamaica · Melocia Clarke · Judythe Kitson · Shellene Williams · Winsome Howell                 | 44.86    |                                |          |
| 4×400 metros estafetas      | Jamaica · Jenice Daley · Allison Beckford · Nadia Cunningham · Shellene Williams         | 3:34.06  | República Dominicana · Clara Hernandez · Yelmi Martinez · Jazmin Rodriguez · Lorena De La Rosa | 3:40.29  |                                |          |
| Salto em altura             | Juana Arrendel (DOM)                                                                     | 1.95m    | Kristen Matthews (CAN)                                                                         | 1.85m    | Gina Curtis-Rickert (USA)      | 1.76m    |
| Salto com vara              | Andrea Wildrick (USA)                                                                    | 4.10 m   | Dana Ellis (CAN)                                                                               | 4.00m    | Alejandra Meza (MEX)           | 3.75m    |
| Salto em comprimento        | Brianna Glenn (USA)                                                                      | 6.22m    | Melocia Clarke (JAM)                                                                           | 6.15m    | Rose Richmond (USA)            | 6.14m    |
| Salto triplo                | Yuliana Perez (USA)                                                                      | 13.27m = | Teresa Bundy (USA)                                                                             | 12.77m   | Paola Noncayo (MEX)            | 12.08m   |
| Arremesso de peso           | Cynthia Ademiluyi (USA)                                                                  | 16.65m   | Cleopatra Borel (TRI)                                                                          | 16.46m   | Adriane Blewitt (USA)          | 16.24m   |
| Lançamento de disco         | Summer Pierson (USA)                                                                     | 53.04m   | Deshaya Williams (USA)                                                                         | 52.30m   | Julie Bourgon (CAN)            | 50.32m   |
| Lançamento do martelo       | Jamine Moton (USA)                                                                       | 65.10m   | Amber Campbell (USA)                                                                           | 62.71m   | Jennifer Joyce (CAN)           | 58.61m   |
| Lançamento do dardo         | Denise O'Connell (USA)                                                                   | 52.98m   | Dominique Bilodeau (CAN)                                                                       | 50.45m   | Brianne Johnson (USA)          | 42.88m   |
| Heptatlo                    | Virginia Miller (USA)                                                                    | 5461 pts | Sarah Junkin (CAN)                                                                             | 5020 pts | Yudith Méndez (DOM)            | 5014 pts |

## Doping
A velocista norte-americana Crystal Cox, que inicialmente venceu a prova dos 200 m feminino em 23,02s, foi testado positivo para a efedrina na competição, uma substância proibida sob as regras da IAAF. Portanto, foi emitida uma advertência pública pela Agência Antidoping dos Estados Unidos sendo desclassificada do primeiro lugar nos 200 metros. 
Em conexão com investigações na conspiração de doping no Caso BALCO, Crystal Cox aceitou uma suspensão de quatro anos e desqualificação de seus resultados atléticos, começando em 3 de novembro de 2001, devido ao uso de agentes anabólicos e hormônios durante um período de 2001 a 2004 em violação do Federação Internacional de Regras de Antidoping da IAAF. 
Em consequência, sua medalha de prata nos 400 metros (51,63s) e a medalha de ouro no revezamento 4 × 400 metros (em 3: 30,60)  junto com Marie Woodward , Chantee Earl e Sasha Spencer foram perdidos.

## Quadro de medalhas
| Ordem | País                 | Medalha de ouro | Medalha de prata | Medalha de bronze | Total |
| ----- | -------------------- | --------------- | ---------------- | ----------------- | ----- |
| 1     | Estados Unidos       | 28              | 24               | 13                | 65    |
| 2     | Bahamas              | 5               | 2                | 2                 | 9     |
| 3     | Canadá               | 4               | 7                | 10                | 21    |
| 4     | Jamaica              | 4               | 5                | 3                 | 12    |
| 5     | México               | 3               | 2                | 4                 | 9     |
| 6     | República Dominicana | 1               | 1                | 2                 | 4     |
| 7     | Trinidad e Tobago    | 0               | 1                | 2                 | 3     |
| 8     | Porto Rico           | 0               | 1                | 1                 | 2     |
| 9     | Bermudas             | 0               | 0                | 1                 | 1     |
| 9     | Granada              | 0               | 0                | 1                 | 1     |
| Total | Total                | 45              | 43               | 39                | 127   |

## Participação
245 atletas de 24 nacionalidades membros da NACAC participaram do evento. 
| - Bahamas (13) - Barbados (7) - Granada (2) - Ilhas Virgens Britânicas (2) - Canadá (38) - Costa Rica (4) | - Dominica (4) - República Dominicana (14) - El Salvador (4) - Granada (1) - Guatemala (3) - Haiti (2) | - Honduras (5) - Jamaica (16) - México (31) - Nicarágua (4) - Porto Rico (8) | - São Cristóvão e Neves (1) - Santa Lúcia (4) - São Vicente e Granadinas (3) - Trinidad e Tobago (3) - Estados Unidos (71) - Ilhas Virgens Americanas (4) |

Legenda
| Recorde mundial       | Recorde mundial (World record)               |                       | Recorde africano                      | Recorde africano (African) |                                           | Q | Classificado por posição (Qualified) |
| Recorde do campeonato | Recorde do campeonato (Championship record)  | Recorde da América    | Recorde da América (Americas)         | q                          | Classificado por melhor tempo (Qualified) |   |                                      |
| Melhor marca do ano   | Melhor marca do ano (World leading)          | Recorde asiático      | Recorde asiático (Asian)              | DNS                        | Não largou (Did not start)                |   |                                      |
| Recorde nacional      | Recorde nacional (National record)           | Recorde europeu       | Recorde europeu (European)            | DNF                        | Não terminou (Did not finish)             |   |                                      |
| Recorde pessoal       | Recorde pessoal do atleta (Personal best)    | Recorde da Oceania    | Recorde da Oceania (Oceania)          | DSQ / DQ                   | Desclassificado (Disqualified)            |   |                                      |
| Recorde da temporada  | Recorde da temporada do atleta (Season best) | Recorde sul-americano | Recorde sul-americano (South America) | NM                         | Sem marca (No mark)                       |   |                                      |